# Radomir Kovačević
Radomir Kovačević (srbsky: Радомир Ковачевић), (* 20. březen 1954 Drvar, Jugoslávie – 14. červen 2006 Bělehrad, Srbsko ) byl reprezentant Jugoslávie v judu. Původem byl Srb (bosenský Srb).

## Sportovní kariéra

### Úspěchy
- bronzová olympijská medaile z roku 1980

### Zajímavosti
Začínal jako zápasník v řecko-římském stylu, ale počátkem 70. let po návštěvě judistického tréninku se rozhodl pokračovat v tréninku juda. V Jugoslávii sice vládl socialismus, ale režim nebyl tak přísný jako v dalších socialistických zemích. Nebyl tak pro něho problém koncem roku 1972 odjet do Japonska. Získal stipendium na univerzitě Tokai v Tokiu a při studiu sportovní medicíny trénoval i judo. Poznal celou řadu osobností japonské juda. Jeho spolužákem byl podle mnohých nejlepší judista v historii Jasuhiro Jamašita. S Jamašitou měl velmi blízký vztah a díky své otevřené a upřímné povaze na něho vyzradil celou řadu zajímavostí – například způsob jeho stravování. V polovině 70. let byl poměrně významným pojítkem mezi japonským a západním světem. V Japonsku si získal obrovský respekt a svých kontaktů využíval po celý svůj život.
Během své aktivní kariéry se účastnil i judistických soutěží. Měl rád především původní kategorii bez rozdílu vah. V roce 1980 na olympijských hrách v Moskvě získal pro Jugoslávii bronzovou olympijskou medaili.
Kovačević nikdy nebyl typickým členem Jugoslávského judistického týmu a v Jugoslávii tak donedávna neměl takové jméno jaké získal ve světě. Především pak ve Spojených státech. V Americe se rozhodl zůstat po olympijských hrách v Los Angeles v roce 1984 na žádost jedné Newyorské školy japonských bojových umění. V New Yorku žil až do konce svého života v roce 2006, kdy podlehl rakovině prostaty. Zanechal za sebou hluboký odkaz člověka, který se snažil pochopit a praktikovat podstatu východní filosofie.

## Výsledky

### Váhové kategorie
| Olympijské hry     | –  | dns | – | – | –   | 3. | –   | –   | –   | 5.  |
| Mistrovství světa  | 5. | –   | – | – | úč. | –  | dns | –   | dns | –   |
| Mistrovství Evropy | ?  | ?   | ? | ? | ?   | ?  | ?   | dns | dns | úč. |

### Bez rozdílu vah
| Turnaj             | 1975 | 1976 | 1977 | 1978 | 1979 | 1980 | 1981 | 1982 | 1983 | 1984 |
| Turnaj             | 21   | 22   | 23   | 24   | 25   | 26   | 27   | 28   | 29   | 30   |
| ------------------ | ---- | ---- | ---- | ---- | ---- | ---- | ---- | ---- | ---- | ---- |
| Olympijské hry     | –    | úč.  | –    | –    | –    | dns  | –    | –    | –    | dns  |
| Mistrovství světa  | úč.  | –    | –    | –    | 3.   | –    | úč.  | –    | dns  | –    |
| Mistrovství Evropy | ?    | 3.   | ?    | ?    | ?    | ?    | ?    | dns  | dns  | dns  |

## Podrobnější výsledky

### Olympijské hry
| Rok      | Kategorie       |  | 1/32                         | 1/16                             | čtvrtfinále                       | semifinále                     | opravy                       | o bronz                       |
| -------- | --------------- |  | ---------------------------- | -------------------------------- | --------------------------------- | ------------------------------ | ---------------------------- | ----------------------------- |
| LOH 1976 | těžká váha      |  | volný los                    | výhra – kok/shi José Chandri     | prohra – yuk/sas Sergej Novikov   | –                              | prohra – (yus) Sumio Endo    | -                             |
| LOH 1976 | bez rozdílu vah |  | výhra – kok/kke Markku Airio | prohra – waz/una Šota Čočišvili  | –                                 | –                              | –                            | -                             |
| LOH 1980 | těžká váha      |  | výhra – 1:07/? Güsemín Džalá | výhra – kok/shi Vitalij Kuzněcov | prohra – 2:46/? Dimitar Zaprjanov | –                              | výhra – (kik) Ulf Ekberg     | výhra – waz/shi Kim Mjong-kju |
| LOH 1980 | bez rozdílu vah |  | volný los                    | prohra – (fus) Angelo Parisi     | –                                 | –                              | prohra – (fus) András Ozsvár | -                             |
| LOH 1984 | těžká váha      |  | x                            | výhra – (yus) Willy Wilhelm      | výhra – 2:18/ukg Khalif Diouf     | prohra – 0:44/uma Hitoši Saito | –                            | prohra – 1:55/? Mark Berger   |

### Mistrovství světa
| Rok     | Kategorie  |  | 1/32                        | 1/16                  | čtvrtfinále            | semifinále            | o bronz                |
| ------- | ---------- |  | --------------------------- | --------------------- | ---------------------- | --------------------- | ---------------------- |
| MS 1975 | těžká váha |  | výhra Wolfgang Zuckschwerdt | výhra Miloš Kovačík   | výhra Patrick Rychkoff | prohra Sergej Novikov | prohra Čonosuke Takagi |
| MS 1979 | těžká váha |  | volný los                   | výhra Wojciech Reszko | prohra Jean-Luc Rougé  | –                     | -                      |
| MS 1981 | –          |  | nestartoval                 | nestartoval           | nestartoval            | nestartoval           | nestartoval            |
| MS 1983 | –          |  | nestartoval                 | nestartoval           | nestartoval            | nestartoval           | nestartoval            |

### Mistrovství světa - bez rozdílu vah
| Rok     |  | 1/64                 | 1/32                    | 1/16              | čtvrtfinále             | semifinále  | opravy                | o bronz                   |
| ------- |  | -------------------- | ----------------------- | ----------------- | ----------------------- | ----------- | --------------------- | ------------------------- |
| MS 1975 |  | prohra Mark Lonsdale | –                       | –                 | –                       | –           | –                     | -                         |
| MS 1979 |  | x                    | výhra Mitch Santa Maria | výhra Arthur Mapp | prohra Vitalij Kuzněcov | –           | výhra Arthur Schnabel | výhra Robert Van de Walle |
| MS 1981 |  | volný los            | prohra Pedro Soler      | –                 | –                       | –           | –                     | -                         |
| MS 1983 |  | nestartoval          | nestartoval             | nestartoval       | nestartoval             | nestartoval | nestartoval           | nestartoval               |